# Saison 3 d'À la Maison-Blanche
Chronologie
Saison 2 Saison 4
Cet article présente les vingt-deux épisodes de la troisième saison de la série télévisée américaine À la Maison-Blanche (The West Wing).

## Distribution

### Acteurs principaux
- Martin Sheen (VF : Marcel Guido) : Josiah Bartlet, président des États-Unis d'Amérique
- John Spencer (VF : Michel Fortin) : Leo McGarry, chef de cabinet de la Maison-Blanche
- Bradley Whitford (VF : Daniel Lafourcade) : Josh Lyman, chef de cabinet adjoint de la Maison-Blanche
- Richard Schiff (VF : Philippe Bellay) : Toby Ziegler, directeur de la communication de la Maison-Blanche
- Rob Lowe (VF : Bruno Choël) : Sam Seaborn, directeur adjoint de la communication de la Maison-Blanche
- Allison Janney (VF : Marie-Laure Beneston) : C.J. Cregg, porte-parole de la Maison-Blanche
- Dulé Hill (VF : Lucien Jean-Baptiste) : Charlie Young, assistant personnel du Président des États-Unis
- Janel Moloney (VF : Natacha Muller) : Donna Moss, assistante du chef de cabinet adjoint de la Maison-Blanche
- Stockard Channing (VF : Danièle Hazan) : Abbey Bartlet, première dame des États-Unis

### Acteurs récurrents
- NiCole Robinson (VF : Maité Monceau) : Margaret Hooper, secrétaire du chef de cabinet de la Maison-Blanche
- Lily Tomlin (VF : Pascale Jacquemont) : Debbie Fiderer, secrétaire personnelle du président Bartlet
- Mark Harmon (VF : Eric Legrand) : Simon Donovan, agent des Services Secrets
- Elisabeth Moss (VF : Chantal Macé) : Zoey Bartlet, fille cadette du président Bartlet

## Épisodes

### Épisode 1:Isaac et Ismael
- États-Unis : 3 octobre 2001 sur NBC
- France : 14 décembre 2001 sur France 2

- Ajay Naidu : Rakim Ali
- Michael O'Neill : agent Ron Butterfield
- Jonathan Nichols : agent Cleary
- Jeanette Brox : lycéenne
- Cyd Strittmatter : Joan
- Frantz Turner : agent Greg
- Susie Geiser : Marjorie Mann
- Josh Zuckerman : Billy Fernandez
- Ben Donovan : lycéen
- Marcus Toji : lycéen
- Arjay Smith : lycéen
- Kristine Woo : lycéenne
- Chastity Dotson : lycéenne

### Épisode 2:Manchester: 1repartie
- États-Unis : 10 octobre 2001 sur NBC
- France :

- Oliver Platt : Oliver Babish
- Ron Silver : Bruno Gianelli
- Marlee Matlin : Joey Lucas
- Anna Deavere Smith : Nancy McNally
- Evan Handler : Douglas Wegland
- Connie Britton : Connie Tate

### Épisode 3:Manchester:2epartie
- États-Unis : 17 octobre 2001 sur NBC
- France : 4 novembre 2004 sur France 2

- Ron Silver : Bruno Gianelli
- Marlee Matlin : Joey Lucas
- Anna Deavere Smith : Nancy McNally
- Evan Handler : Douglas Wegland
- Connie Britton : Connie Tate

### Épisode 4:Influences
- États-Unis : 24 octobre 2001 sur NBC
- France :

- Oliver Platt : Oliver Babish
- Ron Silver : Bruno Gianelli
- Emily Procter : Ainsley Hayes
- Connie Britton : Connie Tate
- Evan Handler : Douglas Wegland
- Mark Feuerstein : Clifford Calley
- Miguel Sandoval : Victor Campos
- Nicholas Pryor : procureur Clement Rollins

### Épisode 5:L'Immunité
- États-Unis : 31 octobre 2001 sur NBC
- France : 11 novembre 2004 sur France 2

- Kevin Tighe : Gouverneur Jack Buckland, démocrate
- H. Richard Greene : Robert Royce, sénateur républicain
- Cliff De Young : Kimball, député démocrate
- NiCole Robinson : Margaret
- Scott Michael Campbell : Donald Dolan
- Bob Glouberman : Terry Beckwith

### Épisode 6:Crimes de guerre
- États-Unis : 7 novembre 2001 sur NBC
- France : 18 novembre 2004 sur France 2

- Michael O'Keefe : Will Sawyer
- Gerald McRaney : général Alan Adamle
- Tim Matheson : vice Président John Hoynes
- Mark Feuerstein : Clifford Calley
- Renée Estevez : Nancy
- Bob Glouberman (en) : Terry Beckwith

### Épisode 7:Le Portland ne répond plus
- États-Unis : 14 novembre 2001 sur NBC
- France :  25 novembre 2004 sur France 2

- Oliver Platt : Oliver Babish
- Ron Silver : Bruno Gianelli
- Hal Holbrook : Albie Duncan
- Anna Deavere Smith : Nancy McNally
- Connie Britton : Connie Tate
- Valerie Mahaffey : Tawny Cryer

### Épisode 8:Deux Indiens à la Maison Blanche
- États-Unis : 21 novembre 2001 sur NBC
- France : 25 novembre 2004 sur France 2

- Gary Farmer : Jack Lone-Feather
- Renée Estevez : Nancy
- NiCole Robinson : Margaret
- Georgina Lightning : Maggie Morning-Star
- Armando Pucci : Alberto Fedrigotti
- Jenny Gago : Bernice Collette (directrice de l'OMB)
- Shashawnee Hall : Russell Angler
- Dave Hager : Mark Farragut, procureur en Géorgie
- Kim Webster : Ginger

### Épisode 9:Les Femmes du Qumar
- États-Unis : 28 novembre 2001 sur NBC
- France : 2 décembre 2004 sur France 2

- Mary-Louise Parker : Amy Gardner
- Anna Deavere Smith : Nancy McNally
- Christian Clemenson : Evan Woodkirk
- Dinah Lenney : Mary Klein
- Ty Burrell : Tom Starks
- Bradley White : James

### Épisode 10:Bartlet pour l'Amérique
- États-Unis : 12 décembre 2001 sur NBC
- France :  2 décembre 2004 sur France 2

- Joanna Gleason : Jordon Kendall
- Mark Feuerstein : Clifford Calley
- Clark Gregg : FBI Special Agent Michael Casper
- James Handy : Rep. Joseph Bruno, R-PA
- Steven Gilborn : Rep. Paul Dearborn, R

### Épisode 11:Le Blâme
- États-Unis : 9 janvier 2002 sur NBC
- France : 9 décembre 2004 sur France 2

- Mary-Louise Parker : Amy Gardner
- Joanna Gleason : Jordon Kendall
- Mark Feuerstein : Clifford Calley
- Melissa Fitzgerald : Carol Fitzpatrick
- Kim Webster : Ginger
- Peter James Smith : Ed

### Épisode 12:100 000 avions
- États-Unis : 16 janvier 2002 sur NBC
- France : 9 décembre 2004 sur France 2

- Mary-Louise Parker : Amy Gardner
- Marlee Matlin : Joey Lucas
- Traylor Howard : Lisa Shureborn
- Bill O'Brien (en) : Kenny Thurman
- Nancy Linehan Charles : médecin
- Howard S. Miller : Dr Ken Walker
- Nicholas Hormann : Bobby

- Selon une phrase que prononce Sam, le titre de l'épisode se réfère au nombre d'avions fabriqués par les États-Unis durant la Seconde guerre mondiale, plus du double du but annoncé par le président Roosevelt lors de sa réélection en 1940.
- La dernière fois que le président, dans la série, avait prononcé le discours sur l'état de l'Union, c'était à l'épisode 13 de la saison 2 : « Le Discours annuel du Président ».

### Épisode 13:Les Deux Bartlet
- États-Unis : 30 janvier 2002 sur NBC
- France : 23 décembre 2004 sur France 2

- Mary-Louise Parker : Amy Gardner
- Sam Lloyd : Bob Engler, U.S. Space Command
- Marlee Matlin : Joey Lucas
- Bill O'Brien (en) : Kenny Thurman
- NiCole Robinson : Margaret
- Renée Estevez : Nancy
- Kim Webster : Ginger

### Épisode 14:Les Insomnies du président
- États-Unis : 6 février 2002 sur NBC
- France : 23 décembre 2004 sur France 2

- Adam Arkin : Dr. Stanley Keyworth
- Emily Procter : Ainsley Hayes
- Kathleen York : Andrea Wyatt
- Alanna Ubach : Celia Walton
- Carmen Argenziano : Leonard Wallace
- Nancy Cassaro : Janet Price

### Épisode 15:Échec et Mat
- États-Unis : 27 février 2002 sur NBC
- France :30 décembre 2004 sur France 2

- James Hong : ambassadeur chinois
- Gregory Alan Williams : Robbie Mosley
- Thomas Kopache (en) : Bob Slatterly
- James Keane : responsable des votes
- Dennis Cockrum (ga) : Capitaine

### Épisode 16:Les Vieux Poètes irlandais
- États-Unis : 6 mars 2002 sur NBC
- France : 30 décembre 2004 sur France 2

- Roger Rees : ambassadeur britannique lord John Marbury
- Héctor Elizondo : Dr Dalton Millgate
- Robin Thomas (en) : sénateur Jack Enlow, démocrate, Illinois
- NiCole Robinson : Margaret
- Jerry Lambert : Chuck Kane

### Épisode 17:À l'antenne
- États-Unis : 27 mars 2002 sur NBC
- France : 6 janvier 2005 sur France 2

- Laura Dern : Tabatha Fortis
- Emily Procter : Ainsley Hayes
- Renée Estevez : Nancy
- Yolanda Lloyd Delgado : Terri
- Beth Littleford : Leslie
- James Eckhouse : député démocrate Bud Wachtell

### Épisode 18:Bruit de couloir
- États-Unis : 3 avril 2002 sur NBC
- France : 6 janvier 2005 sur France 2

- Tim Matheson : vice-président John Hoynes
- NiCole Robinson : Margaret
- Jim Jansen : Bill Fisher

### Épisode 19:Menaces de toutes parts
- États-Unis : 1er mai 2002 sur NBC
- France : 13 janvier 2005 sur France 2

- Bill Cobbs : Alan Tatum
- Damien Leake : Ted Tatum
- Svetlana Efremova : Ludmila Koss
- Lee Faranda : assistant
- Mark Harmon : Simon Donovan
- Gregory Itzin : représentant de l'État russe
- Ian McShane : Nikolai Ivanovich, représentant de l'État russe
- Valarie Pettiford : Janice

### Épisode 20:Une cassette diffamatoire
- États-Unis : 8 mai 2002 sur NBC
- France : 13 janvier 2005 sur France 2

- Mark Harmon : agent Simon Donovan
- Ron Silver : Bruno Gianelli
- John Amos : Percy Fitzwallace
- Evan Rachel Wood : Hogan Cregg
- Patrick Breen : Kevin Kahn

### Épisode 21:On a tué Yamamoto
- États-Unis : 15 mai 2002 sur NBC
- France : 27 janvier 2005 sur France 2

- Kevin Brief : Démocrate
- Kim Brockington : Pam Thayer
- Christopher Curry (en) : Colonel Lee
- Kurt Fuller : Conseiller
- Juan Garcia : Rick Pintero
- Mark Harmon : Simon Donovan

### Épisode 22:Assassinat politique
- États-Unis : 22 mai 2002 sur NBC
- France : 27 janvier 2005 sur France 2

- Adam Arkin : Dr. Stanley Keyworth
- Mary-Louise Parker : Amy Gardner
- Mark Harmon : Agent Simon Donovan
- Lily Tomlin : Deborah Fiderer
- James Brolin : gouverneur Robert Ritchie, républicain
- John Amos : Percy Fitzwallace
- Andrew McFarlane : Anthony Marcus